# Get Shorty (série de televisão)
Get Shorty é uma série de televisão de comédia dramática estadunidense criada por Davey Holmes, baseada no romance homônimo de Elmore Leonard de 1990, que estreou em 13 de agosto de 2017, pelo canal Epix. É estrelada por Chris O'Dowd, Ray Romano, Sean Bridgers, Carolyn Dodd, Lidia Porto, Goya Robles, Megan Stevenson, Lucy Walters e Sarah Stiles. Foi exibida ao longo de três temporadas, consistindo em vinte e sete episódios.
Trata-se da segunda adaptação do romance, após o filme de 1995 de mesmo nome. Ao contrário do filme, a série não usa o enredo ou quaisquer personagens do romance.

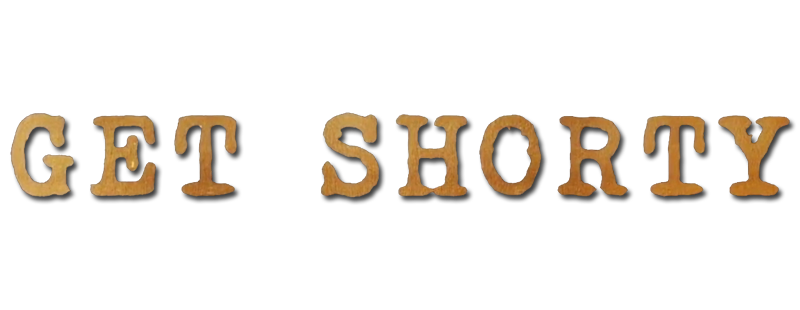
Logo da série.

## Elenco e personagens

### Principal
- Chris O'Dowd como Miles Daly
- Ray Romano como Rick Moreweather
- Sean Bridgers como Louis Darnell
- Carolyn Dodd como Emma Daly
- Lidia Porto como Amara De Escalones
- Goya Robles como Yago
- Megan Stevenson como April Quinn
- Lucy Walters como Katie Daly
- Sarah Stiles como Gladys Parrish
- Isaac Keys como Ed

### Recorrente
- Sasha Feldman como Bliz
- Bryan Lugo como Ross
- Ryan Begay como Clipper
- Billy Magnussen como Nathan Hill
- Bruce McIntosh como George
- Peter Stormare como Hafdis Snaejornsson
- Kristoffer Polaha como Jeffrey
- Phil LaMarr como Brandon Fisher
- Antwon Tanner como Lyle
- Paul Adelstein como Wes Krupke
- Topher Grace como Tyler Mathis
- Andrea Rosen como Caroline
- Felicity Huffman como Clara Dillard
- Steven Weber como Lawrence Budd
- Andrew Leeds como Ken Stevenson
- Amy Seimetz como Jinny
- Alex Sawyer como David Oumou
- Sonya Walger como Lila
- Raymond Cruz como Swayze
- Heather Graham como Hannah
- Seychelle Gabriel como Giulia
- Michaela Watkins como Ali Egan

### Convidado
- Alan Arkin como Eugene ("The Yips")
- Jim Piddock como Julian Pynter ("A Man of Letters")
- Dean Norris como Bob Grace ("Grace Under Pressure")
- Peter Bogdanovich como Giustino Moreweather ("Turnaround", "Selenite")

## Episódios
| Temporada | Temporada | Episódios | Episódios | Originalmente exibido | Originalmente exibido  |
| Temporada | Temporada | Episódios | Episódios | Estreia da temporada  | Final da temporada     |
| --------- | --------- | --------- | --------- | --------------------- | ---------------------- |
|           | 1         | 10        | 10        | 13 de agosto de 2017  | 8 de outubro de 2017   |
|           | 2         | 10        | 10        | 12 de agosto de 2018  | 7 de outubro de 2018   |
|           | 3         | 7         | 7         | 6 de outubro de 2019  | 17 de novembro de 2019 |

## Recepção
No Rotten Tomatoes, a primeira temporada possui um índice de aprovação de 78%, com uma classificação média de 7,35 em 10 com base em 27 críticas. Consenso crítico do site diz, "Os valores engenhosos de produção de Get Shorty são complementados pela química de seu elenco experiente para criar uma primeira temporada divertida, embora violenta, que faz jus ao seu material original". O Metacritic, que usa uma média ponderada, atribuiu à temporada uma pontuação de 71 de 100 com base em 19 avaliações, indicando "críticas geralmente favoráveis".